# Geografia Portoryko

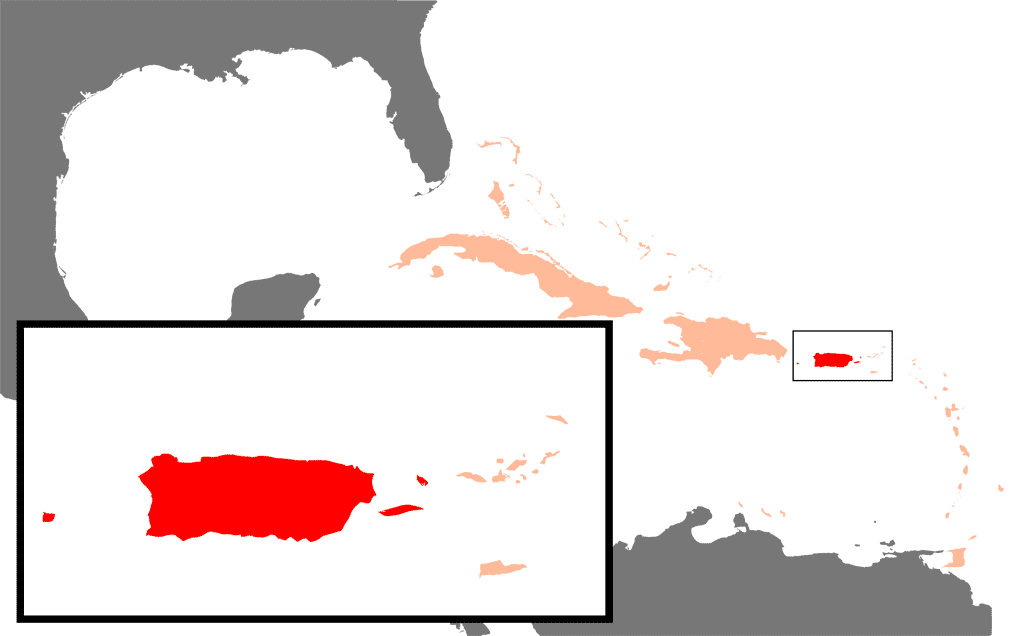
Położenie wyspy

Portoryko jest niewielkim państwem stowarzyszonym ze Stanami Zjednoczonymi, które leży w Ameryce Środkowej, w archipelagu Wielkich Antyli. Kraj ten zajmuje w całości wyspę Puerto Rico, która leży pomiędzy Oceanem Atlantyckim na północy, a Morzem Karaibskim na południu. Ten niewielki kraj cechuje się górzystym krajobrazem i tropikalnym klimatem. Wyspa została odkryta przez Krzysztofa Kolumba w 1493 roku.

## Powierzchnia, skrajne punkty i granice
Powierzchnia - 9 104 km²

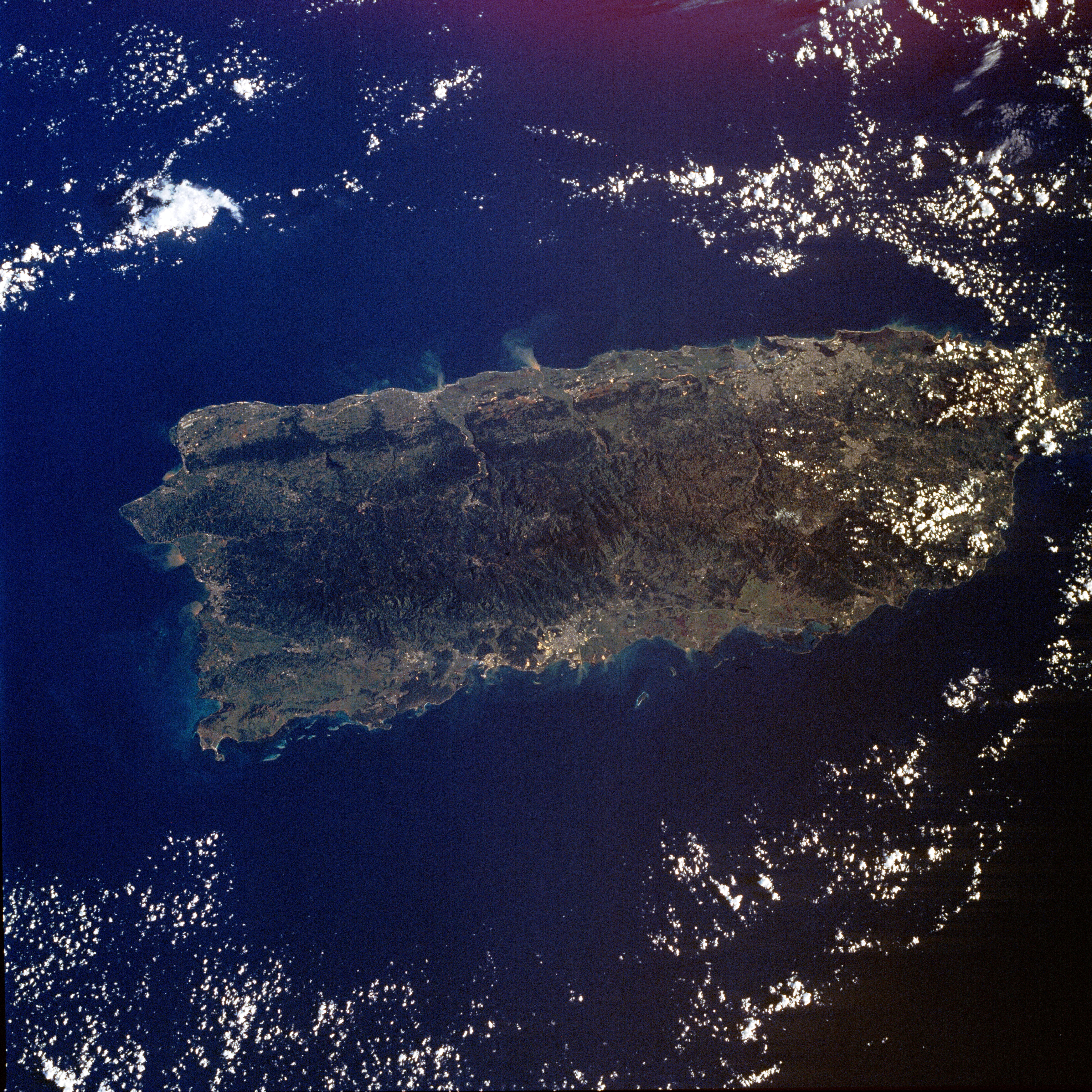
Portoryko widziane z kosmosu

Skrajne punkty: północny 18°30'N, południowy 17°54'N, zachodni 67°15'W, wschodni 65°13'W. Rozciągłość południkowa wynosi 70 km, a równoleżnikowa 220 km. 
Portoryko jako kraj wyspiarski poprzez wody terytorialne Morza Karaibskiego graniczy od wschodu z Brytyjskimi Wyspami Dziewiczymi, a od zachodu poprzez wody terytorialne cieśniny Mona z Dominikaną.

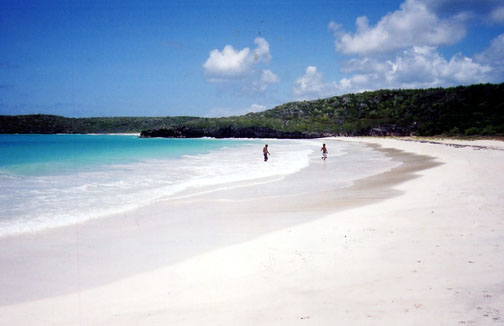
Wybrzeże Portoryko

Linia brzegowa - 501 km

## Ukształtowanie poziome
Linia brzegowa wyspy jest słabo rozwinięta, jedynie południowe i zachodnie wybrzeże posiada niewielkie zatoki i półwyspy. Północne wybrzeże cechuje się słabo zaznaczonymi zatokami. Wybrzeże jest niskie, w większości plażowe, miejscami na południu jest lagunowe. Do Portoryko należy także kilka mniejszych wysp i wysepek, leżących w odległości od 30 do 50 km od wybrzeży Portoryko. Największe to: Culebra, Vieques i Mona. 

## Budowa geologiczna
Portoryko leży w północno-wschodniej części płyty karaibskiej i należy do struktury Wielkich Antyli. Trzon wyspy stanowią sfałdowane w orogenezie alpejskiej góry, które powstały w wyniki kolizji płt: karaibskiej i północnoamerykańskiej. Górotwory mają przebieg mniej więcej równoleżnikowy i są zbudowane ze skał kredowych i trzeciorzędowych. Utwory kredowe reprezentowane są przez ultramality i wulkanity, oraz fragmenty intruzji magmowych. Wyspę budują ponadto różne skały osadowe. Większość skał osadowych to skały pochodzące z oligocenu, miocenu i pliocenu.  Obszary wybrzeża to regiony gdzie występują wapienne osady pochodzące z czwartorzędu.  Portoryko posiada wiele zasobów naturalnych jak nikiel czy platyna.

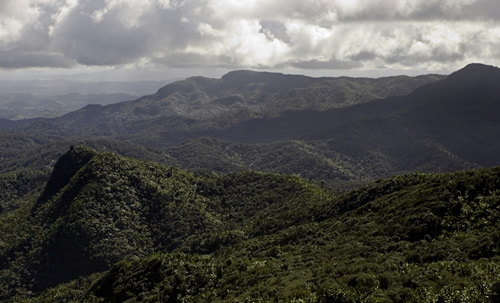
Górzyste wnętrze wyspy

## Rzeźba
Portoryko to kraj w większości górzysty i wyżynny, należący do śródziemnomorza amerykańskiego. Pasma górskie mają przebieg równoleżnikowy i są obszarami dosyć niskich gór, których szczyty nie osiągają 1 400 m n.p.m. Główne pasmo to Cordillera Central, które zajmują największą powierzchnię ze wszystkich pasm. Najwyższy szczyt tych gór i całego kraju - Cerro de Punta wznosi się na 1 388 m n.p.m. W północno-wschodniej części wyspy leży niższe pasmo Sierra de Lequillo, gdzie najwyższy szczyt - El Yunque ma 1 065 m n.p.m. Najmniejszym pasmem jest Sierra de Cayey. Obszary nizinne ograniczają się do strefy nadbrzeżnej, zaś pomiędzy obszarami gór występują wyżynne kotliny i doliny śródgórskie.

## Klimat
Portoryko leży w strefie klimatu podrównikowego wilgotnego, który kształtowany jest przez północno-wschodnie pasaty przynoszące obfite opady deszczu. Wyspa oblewana jest przez ciepłe prądy morskie, przez co temperatury tego regionu są wysokie, ale cechują się brakiem ekstremów.
Temperatury mają przebieg zbliżony do klimatu równikowego, gdzie średnia roczna wynosi 26 °C. W okresie zimowym średnia dobowa wynosi 24 °C, a latem temperatura sięga 28-29 °C. Dobowe amplitudy są niewielkie i nie przekraczają z reguły 5 °C. Obszary wyżej położone są chłodniejsze. Wysokie partie Cordillera Central cechują się średnią roczną o kilka stopni niższą niż na terenach nizinnych. Średnie wartości wynoszą w ciągu roku 19-21 °C.  
Opady są bardzo zróżnicowane i cechują się dużą rozpiętością w kierunkach północny wschód - południowy zachód. Przyczynami są pasaty przynoszące obfite opady deszczu w półroczu letnim i tereny górskie zatrzymujące większość opadów. Toteż północno-wschodnia część wyspy cechuje się typowo równikowymi wartościami rzędu 1 500 do 2 000 mm, a w górach Sierra de Lequillo opady sięgają nawet 4 000 mm. Południe i zachód wyspy są zdecydowanie suche, gdzie średnia roczna opadowa nie przekracza 1 000 mm, oscylując w granicach 800 – 1 000 mm. Największe opady występują latem w okresie od maja do listopada, a pora sucha trwa kilka miesięcy w półroczu zimowym i jest wyraźnie zaznaczona na terenach o niskich opadach. Region Portoryko leży na trasie niszczycielskich cyklonów tropikalnych.

## Wody
Sieć rzeczna kraju ze względu na duże opady i górski krajobraz jest dobrze rozwinięta. Portoryko należy do zlewisk Morza Karaibskiego i Atlantyku. Rzeki kraju mają przeważnie postać górską, są krótkie i cechują się występowanie bystrzy i progów. Największe rzeki to: Loiza, La Plata, Manatí i Arecibo. Rzeki są zasobne w wodę i cechują się wysokim poziomem zmienności wodostanu co wiąże się z cyklami opadowymi. Na obszarach, gdzie występują wysokie opady deszczu, znajdują się niewielkie jeziora i tereny bagienne.

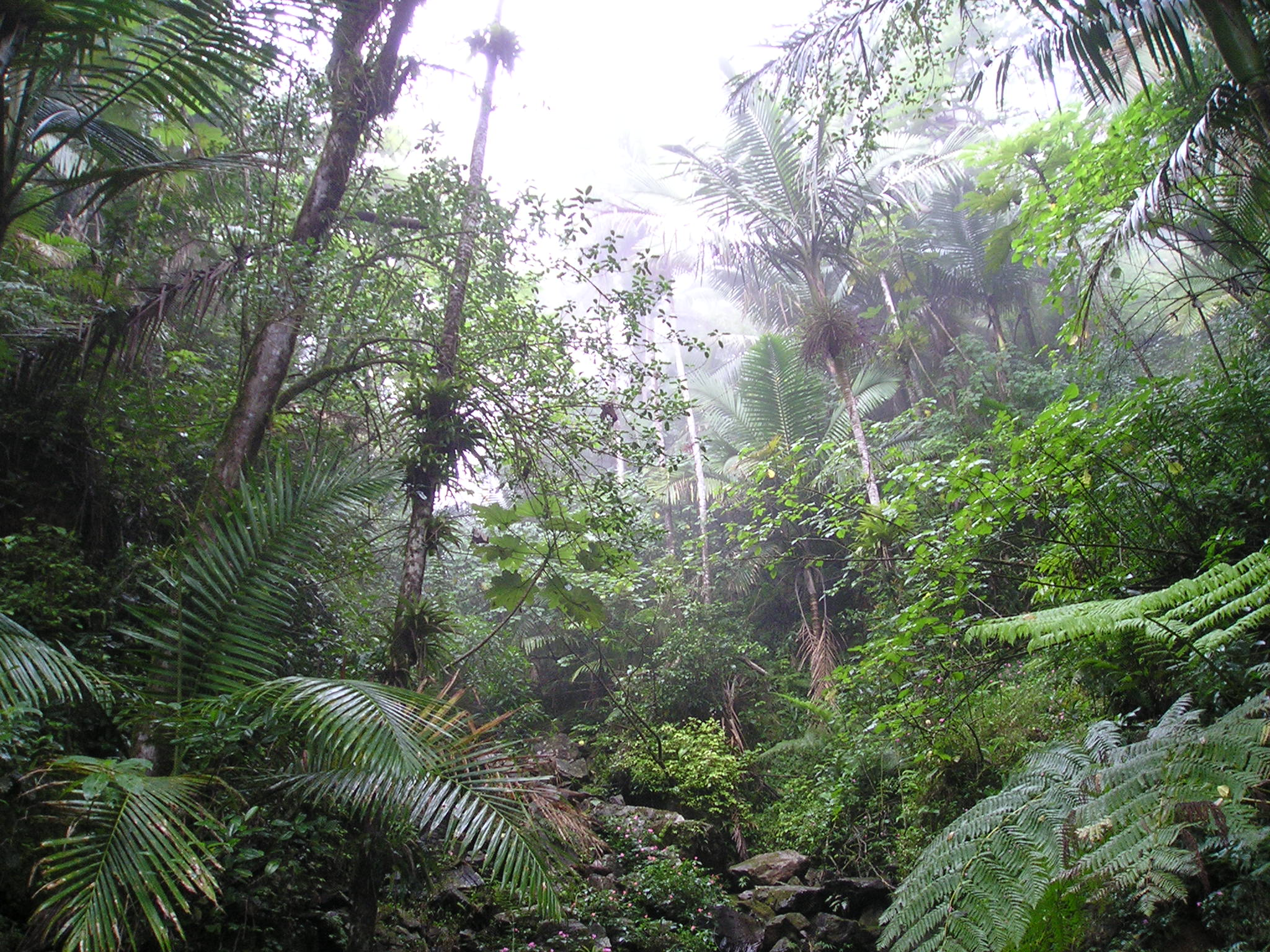
Las tropikalny na Portoryko

## Gleby
Portoryko należy do karaibskiej krainy glebowej. Powszechnie występującymi glebami są czerwone gleby feralitowe, które w wyniku wycinania lasów ulegają szybkiej erozji. 

## Flora i fauna
Szata roślinna jest w dużym stopniu wyniszczona, a wiele obszarów wyspy zostało przeznaczonych pod uprawę. Naturalną szatę roślinną stanowią lasy tropikalne i rosnące w suchszych regionach wyspy podzwrotnikowe lasy, których drzewa częściowo tracą liście w porze suchej. W lasach tych charakterystyczne są lasy palmowe. Palmy powszechne są także na wybrzeżu. Lasy łącznie zajmują 1/5 powierzchni kraju, zaś lasy tropikalne to obszar około 10% powierzchni. Równikowe lasy rosną na terenach o największych opadach deszczu. Znaczne obszary kraju zajmują tereny sawannowe, gdzie oprócz lasów podzwrotnikowych i samych sawann, występują także zarośla twardolistne i krzewy suchoroślowe. U południowych wybrzeży rosną rafy koralowe. Miejscami na wybrzeżu tereny porasta roślinność namorzynowa.
Świat zwierząt należy do antylskiej krainy neotropikalnej i jest bogaty pod względem gatunkowym. Na wyspie nie ma dużych ssaków, powszechne są gady i ptaki, a także skorupiaki. Z ssaków najpowszechniejsze są nietoperze, a w wodach przybrzeżnych żyją delfiny i wieloryby. Świat ptaków jest bardzo bogaty i reprezentowany jest przez 349 gatunków, gdzie 18 to gatunki endemiczne.